# Сірогозька сільська рада
Сірого́зька сільська́ ра́да — адміністративно-територіальна одиниця та орган місцевого самоврядування в Нижньосірогозькому районі Херсонської області. Адміністративний центр — селище Сірогози.

## Загальні відомості
Сірогозька сільська рада утворена в 1953 році.
- Територія ради: 8,697 км²
- Населення ради: 779 осіб (станом на 2001 рік)

## Населені пункти
Сільській раді підпорядковані населені пункти:
- с-ще Сірогози

## Склад ради
Рада складається з 12 депутатів та голови.
- Голова ради: Логвінов Ігор Іванович
- Секретар ради: Россолова Наталія Вікторівна

### Керівний склад попередніх скликань
| Прізвище, ім'я, по батькові | Основні відомості                                                 | Дата обрання | Дата звільнення |
| --------------------------- | ----------------------------------------------------------------- | ------------ | --------------- |
| Юпатов Ігор Андрійович      | Сільський голова, 1956 року народження, безпартійний              | 26.03.2006   | 31.10.2010      |
| Логвінов Ігор Іванович      | Сільський голова, 1967 року народження, освіта вища, безпартійний | 31.10.2010   |                 |

Примітка: таблиця складена за даними сайту Верховної Ради України

### Депутати
За результатами місцевих виборів 2010 року депутатами ради стали:

#### За суб'єктами висування
| Суб'єкт висування               | Кількість обраних депутатів | %    |
| ------------------------------- | --------------------------- | ---- |
| Партія регіонів                 | 9                           | 64,3 |
| Самовисування                   | 4                           | 28,6 |
| Політична партія «Наша Україна» | 1                           | 7,1  |

#### За округами
| № округу                        | Прізвище, ім'я, по батькові     | Дата визнання обраним | Освіта  | Партійна приналежність                | Відомості про обраного депутата                                |
| ------------------------------- | ------------------------------- | --------------------- | ------- | ------------------------------------- | -------------------------------------------------------------- |
| Партія регіонів                 |                                 |                       |         |                                       |                                                                |
| 1                               | Ляховська Валентина Вікторівна  | 04.11.2010            | вища    | позапартійна                          | Сірогозька сільська рада, спеціаліст землевпорядник            |
| 2                               | Россолова Наталія Вікторівна    | 04.11.2010            | вища    | член Партії регіонів                  | Сірогозька сільська рада, секретар                             |
| 3                               | Катуніна Алла Олександрівна     | 04.11.2010            | вища    | член Партії регіонів                  | Сірогозький комбінат хлібопродуктів, лаборант                  |
| 7                               | Кулакова Наталія Григорівна     | 04.11.2010            | вища    | член Партії регіонів                  | Сірогозький комбінат хлібопродуктів, інженер з тезніки безпеки |
| 8                               | Рябова Наталія Олексіївна       | 04.11.2010            | вища    | позапартійна                          | Сірогозький комбінат хлібопродуктів, комірник                  |
| 10                              | Смерека Валентина Миколаївна    | 04.11.2010            | вища    | позапартійна                          | Сірогозька загальноосвітня школа І-ІІІ ст., вчитель            |
| 12                              | Зибіна Людмила Дмитрівна        | 04.11.2010            | вища    | позапартійна                          | Сірогозька загальноосвітня школа І-ІІІ ст., вчитель            |
| 13                              | Кривцова Валентина Іванівна     | 04.11.2010            | вища    | позапартійна                          | ТОВ «ВтормедпівДень», вагар                                    |
| 14                              | Попова Зінаїда Миколаївна       | 04.11.2010            | середня | позапартійна                          | Верхньорогачицький центр поштового зв'язку № 6, листоноша      |
| Політична партія «Наша Україна» |                                 |                       |         |                                       |                                                                |
| 9                               | Білявська Тамара Василівна      | 04.11.2010            | вища    | член Політичної партії «Наша Україна» | Новоолександрівське СПО, продавець                             |
| Самовисування                   |                                 |                       |         |                                       |                                                                |
| 4                               | Носова Яна Геннадіївна          | 04.11.2010            | вища    | позапартійна                          | Новоолександрівське СПО, продавець                             |
| 5                               | Пориваев Василь Євгенович       | 04.11.2010            | вища    | позапартійний                         | Херсонська дистанція сигналізації, зв'язківець                 |
| 6                               | Овчинніков Олександр Вікторович | 04.11.2010            | середня | позапартійний                         | Сірогозький комбінат хлібопродуктів, охоронець                 |
| 11                              | Смеречинська Любов Іванівна     | 04.11.2010            | середня | позапартійна                          | ВАТ «Ощадбанк», контролер-касир                                |

## Населення
Згідно з переписом УРСР 1989 року чисельність наявного населення сільської ради становила 1132 особи, з яких 549 чоловіків та 583 жінки.
За переписом населення України 2001 року в сільській раді мешкали 772 особи.

### Мова
Розподіл населення за рідною мовою за даними перепису 2001 року:
| Мова       | Відсоток |
| ---------- | -------- |
| російська  | 62,26 %  |
| українська | 37,10 %  |
| вірменська | 0,51 %   |
| молдовська | 0,13 %   |